# Sainte-Croix-Grand-Tonne

Sainte-Croix-Grand-Tonne este o comună în departamentul Calvados, Franța. În 1 ianuarie 2018 avea o populație de 322 de locuitori.